# Кордулегастер двозубчастий
Кордулегастер двозубчастий (Cordulegaster bidentata) — вид комах з родини Cordulegastridae.

## Морфологічні ознаки
Потиличний трикутник чорний. Середні сегменти черевця з однією жовтою поперечною смугою. Самці: верхні анальні придатки біля основи далеко розсунуті. Самиці: яйцеклад повністю чорний. Тіло — 75–78, крила — 42–48 мм. Режим збереження та заходи охорони: Суворе заповідання придатних для виду біотопів.

## Поширення
Західно-палеарктичний вид. У літературних джерелах XIX — початку XX ст. вказаний для Карпат та Прикарпаття. Сучасні відомості про знахідки відсутні.

## Особливості біології
Вид асоціюється з малими неглибокими струмками у горбистій чи гірській місцевості, займаючи помірні висоти до рівня 1700 м н.р.м. Реофіл. Личинки часто мешкають на мілких ділянках водойм; здатні переносити висихання. За літературними даними, у Центральній та Західній Європі літ імаго починається в червні.

## Загрози та охорона
Загрози: забруднення та скорочення числа струмків внаслідок господарської діяльності людини (лісозаготівля, випасання худоби тощо).